# Borough of Woking

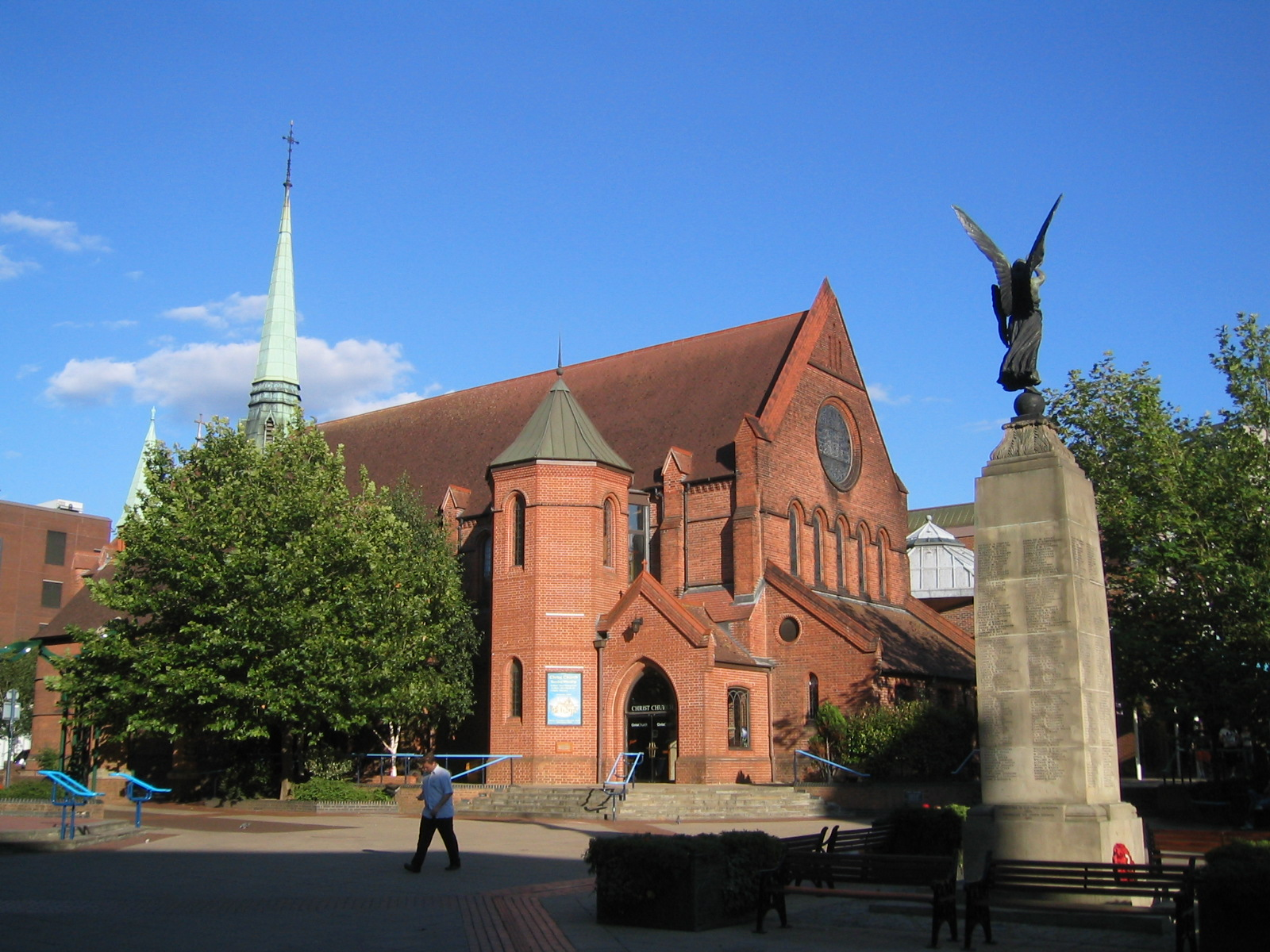
Stadtplatz von Woking mit Christuskirche und Kriegerdenkmal

Woking ist ein Verwaltungsbezirk mit dem Status eines Borough in der Grafschaft Surrey in England. Im Jahr 2011 hatte er 99.198 Einwohner. Orte sind Woking, Byfleet, West Byfleet und Old Woking.